# Indisk popmusik
Indisk popmusik, indi-pop, hindupop, på engelska Indian pop eller Indian synthpop, är en typ av brittisk syntpop, starkt influerad av indisk populärmusik, som en rad nya, unga brittiska band riktade in sig på omkring 1980 - 1990. Även denna musik släpptes ofta på små, oberoende, invandrarägda skivbolag. Bandmedlemmarna eller deras föräldrar var ofta födda i Indien, Bangladesh eller Pakistan. Ett av motiven till att musikstilen dök upp var att de västindiska invandrarnas stora framgångar med reggae, medan det inte fanns några indiska band i England. Ett av de mest kända banden blev Monsoon med sångerskan Sheila Chandra som förgrundsfigur. Monsoons singlar "Ever So Lonely", och "Shakti" från albumet Third Eye hamnade på 12:e respektive 41:a plats på den brittiska hitlistan 1982. 
Liknande artister var Zubeen Garg, Daler Mehndi, Raghav Sachar Rageshwari, Devika Chawla, Bombay Vikings, Asha Bhosle, Sunidhi Chauhan, Bombay Rockers, Anu Malik, Jazzy B, Malkit Singh, Hans Raj Hans, Raghav, Jay Sean, Juggy D, Rishi Rich, Bally Sagoo, Punjabi MC, Bhangra Knights, Mehnaz, och Sanober.
Sheila Chandra är fortfarande aktiv och är mycket respekterad inom världsmusiken. När begreppet indiepop kom att handla om en helt annan typ av musik började indienbritternas pop att kallas för Indian-Western Fusion.
Indisk popmusik var populär i mitten av 1980-talet. Det mest kända namnet är den indiska sångerskan Sheila Chandra, som bl.a. gav ut LP:n Out of My Own 1984 på skivbolaget Indipop Records - i Sverige distribuerad av MNW (Musiknätet Waxholm) SCH-1. Från Out of My Own blev spåret "All You Want Is More" en radiohit i Sverige. 
Sheila Chandra gjorde även en cover på Beatleslåten Tomorrow Never Knows från LP:n Revolver.
Indipop betyder indisk pop och skall inte blandas samman med indiepop, som på det engelska språket uttalas på samma sätt men som betyder independent pop, (av de stora skivbolagen och de styrda trenderna) oberoende pop.